# Linia kolejowa Herzberg – Siebertal
Linia kolejowa Herzberg – Siebertal – dawna niezelektryfikowana, jednotorowa linia kolejowa w kraju związkowym Dolna Saksonia, w Niemczech. Łączyła Herzberg am Harz z doliną Siebertal. 